# 영훈국제중학교
영훈국제중학교(泳熏國際中學校)은 대한민국 서울특별시 강북구 미아동에 위치한 사립 중학교이다.

## 학교 연혁
- 1965년 3월 27일 : 학교법인 영훈학원 설립
- 1969년 1월 15일 : 초대 김영훈 교장 취임
- 1969년 1월 15일 : 영훈 여자 중학교 설립
- 1969년 1월 15일 : 영훈 여자 중학교 개교
- 1970년 2월 12일 : 영훈 중학교로 교명(남녀공학)
- 1970년 8월 23일 : 영훈 초등학교로 교사 이전
- 1972년 1월 15일 : 영훈 중학교 제1회 졸업
- 2008년 10월 31일 : 국제특성화중학교로 지정고시
- 2009년 3월 2일 : 영훈국제중학교 제1기생 입학
- 2011년 2월 10일 : 영훈중학교 제40회 졸업
- 2011년 2월 22일 : 영훈국제중학교로 교명변경
- 2011년 3월 1일 : 제1대 곽상경 교장 취임
- 2012년 2월 18일 : 영훈국제중학교 제1회 졸업
- 2019년 4월 23일 : 제6대 김찬모 교장 취임
- 2021년 5월 24일 : 영훈학원 정용화 이사장 취임
- 2022년 2월 22일 : 영훈국제중학교 제11회 졸업
- 2022년 3월 2일 : 영훈국제중학교 제14기생입학

## 참고 자료
- 영훈국제중학교 - 한국교육학술정보원 학교알리미